# Tadeusz Piszczek
Tadeusz Piszczek (ur. 30 sierpnia 1924 w Walentynowie, zm. 15 października 2004) - historyk i etnograf amator związany z gminą Czerwonak koło Poznania.
W 1958 osiedlił się w Owińskach, nieopodal Czerwonaka. Podjął tutaj zatrudnienie w Specjalnym Ośrodku Szkolno-Wychowawczym dla Dzieci Niewidomych, działającym od 1952 w klasztorze pocysterskim. W latach 60. XX w. zainteresował się głęboko historią i etnografią gminy Czerwonak i jej okolic. Przede wszystkim zajął się kulturą ludową - podaniami, obrzędami i zwyczajami miejscowej ludności. Dokonywał zapisów legend i podań. Prowadził także działalność publicystyczną w powyższym zakresie.